# Alberto Missiroli
Alberto Missiroli (Cervia, 27 luglio 1883 – Roma, 18 luglio 1951) è stato un medico igienista italiano.

## Biografia

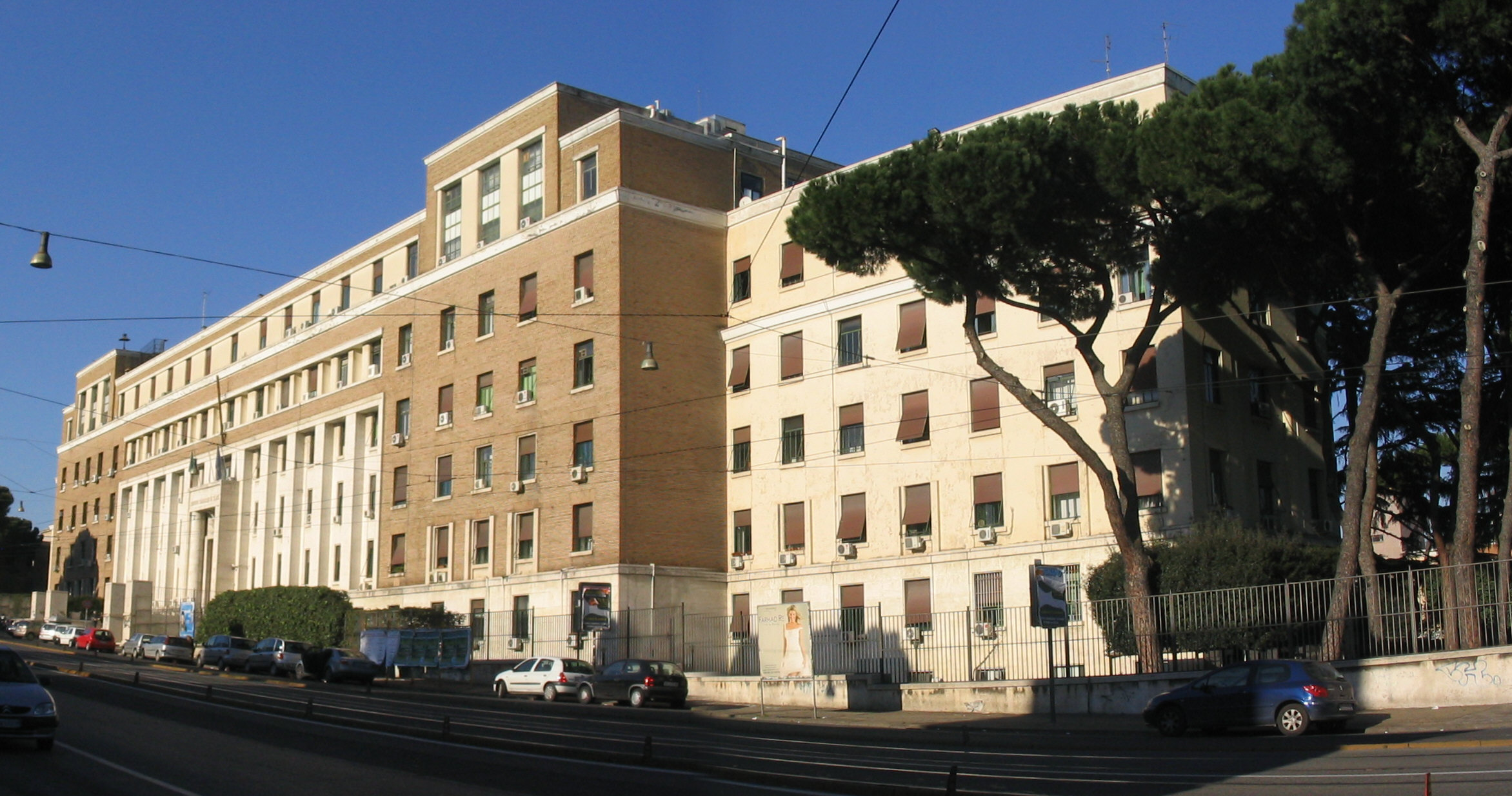
Sede dell'Istituto superiore di sanità a Roma

Dopo la laurea in Medicina e Chirurgia, conseguita all'Università di Bologna nel 1908, e dopo un breve periodo in cui ha svolto la professione di medico condotto a Castiglione di Cervia (RA), a partire dal 1910 si dedicò all'attività di ricerca in batteriologia, presso l'Istituto di Igiene dell'Università di Siena, interessandosi di numerose malattie infettive, fra cui il colera e la brucellosi. In particolare, recandosi in Puglia per combattere una epidemia di colera scoppiata nel 1910 e in Tripolitania, nel 1911, per studiare sul campo la brucellosi. Nel 1914 divenne assistente del prof. Bartolomeo Gosio, direttore del Laboratorio di Sanità pubblica di Roma; cominciò allora a interessarsi, sulla scorta degli studi iniziati da Giovanni Battista Grassi e Carlos Chagas, all'attuazione di misure profilattiche per il controllo della malaria basate sul controllo delle zanzare. Nel 1918 insieme a Gosio, fondò la Scuola di Malariologia a Nettuno, organizzando corsi di igiene nelle scuole dell'obbligo dell'Agro Pontino.
La lotta contro la malaria ricevette un grande impulso nel 1925 quando la Rockefeller Foundation procedette alla realizzazione della Stazione Sperimentale per la Lotta Antimalarica, diretta da Missiroli e dall'americano Lewis Hackett. La strategia antimalarica di Missiroli e Hackett era basata, piuttosto che sullo sviluppo di un metodo generale per il controllo della malaria, su protocolli di controllo locale della malattia; vennero preso contatti con amministratori sanitari in Calabria, Sicilia, Sardegna, Lazio e nel Ferrarese. La messa in atto delle misure suggerite da Missiroli e Hackett permisero non soltanto di eliminare definitivamente il flagello della malaria in Italia, ma costituirono il modello per la lotta antimalarica negli altri Paesi. La Stazione divenne in breve tempo il principale punto di riferimento in campo mondiale nella lotta antimalarica svolgendo fra l'altro un'importante opera nell'addestramento e nella formazione del personale attivo nella lotta antimalarica, non solo di nazionalità italiana.
Nel 1928 Missiroli, col supporto finanziario iniziale della Rockefeller Foundation e del governo italiano, diede il via al processo di creazione dell'Istituto di sanità pubblica inaugurato nel 1934, destinato a diventare il principale istituto di igiene in Italia con compiti di ricerca, formazione e controllo della pubblica sanità. L'"Istituto di sanità pubblica" alla fine del 1941 (con il Regio Decreto n.1265 del 17 ottobre 1941) modificherà la propria denominazione in "Istituto superiore di sanità" Nel 1946, al termine della seconda guerra mondiale, partecipò alla creazione dell'Ente regionale per la lotta anti-anofelica in Sardegna (ERLAAS) su mandato dell'Alto Commissariato Italiano per l'Igiene e la Sanità (non esisteva ancora il Ministero della salute). In soli cinque anni, grazie all'utilizzo di sostanze chimiche quali il DDT e il piretro, e alla messa in atto di opere di bonifica idraulica, la malaria venne debellata (due soli casi nel 1951 contro gli 80 000 del 1944). Operazioni analoghe vennero messe in atto in altre regioni italiane.
La morte lo colse alla vigilia della vittoria contro la temibile malattia; la sua bara venne portata a spalla, in segno di riconoscenza, da cittadini dell'Agro Pontino.

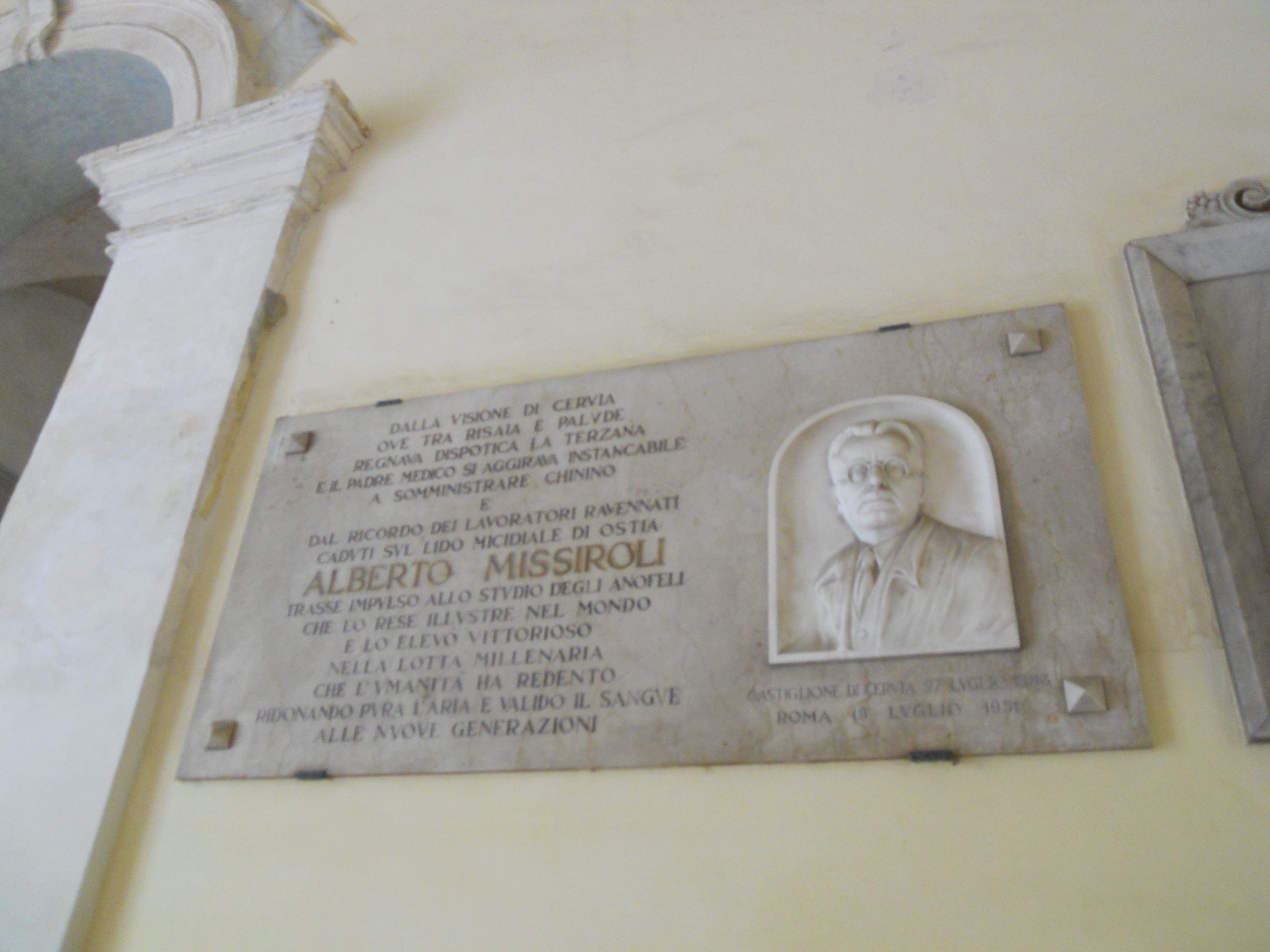
Targa dedicata ad Alberto Missiroli a Cervia

## Opere
- Alberto Missiroli, Varieties of anopheles maculipennis and the malaria Problem in Italy, Presented at the International Congress of entomology, Armani di M. Courrier, Roma, 1938.
- Alberto Missiroli, Lezioni sulla epidemiologia e profilassi della malaria, impartite agli allievi della R. Universita durante l'anno scolastico 1933-34, Armani di M. Courrier, Roma, 1934.
- Lewis W. Hackett, Alberto Missiroli, The varieties of Anopheles maculipennis and their relation to the distribution of malaria in Europe, Rivista di Malariologia, 14:45-109, 1935.
- Alberto Missiroli, Anopheles control in the Mediterranean area, Proceedings of the 4th International Congress on Tropical Medicine and Malaria,  1948 May 10th-18th, Washington, DC., pp. 1566–75.